# جامعة إبلا الخاصة
جامعة إبلا الخاصة واحدة من الجامعات السورية التي انضمت إلى قائمة الجامعات والمؤسسات التعليمية السورية الحديثة، تقع في محافظة إدلب    ناحية سراقب (أوتستراد دمشق حلب جنوبي مدينة حلب 35 كم). سميت الجامعة باسم مدينة إبلا المندثرة.

## تأسيس الجامعة
بدأ الإعداد لتأسيس جامعة إبلا الخاصة في العام 2004 من قبل مجموعة من الأساتذة في جامعة حلب. منطلقين من عقيدة موضوعية تحاكي الهدف التربوي واضعين بعين الاعتبار أن التنمية الحقيقية لا تتحقق إلا من خلال تربية وتأهيل أجيال الشباب للحياة العصرية علمياً ومهنياً.
وفي 17 \ 6 \ 2007 أصدر رئيس الجمهورية المرسوم رقم \259\ الذي يرخص فيه بتأسيس جامعة إبلا الخاصة ومقرها منطقة سراقب في محافظة إدلب بكلياتها الخمس (الصيدلة - الهندسة - العلوم الإدارية - اللغات والعلوم الإنسانية - العلوم السياسية والعلاقات الدولية)
وتضمن المرسوم التعليمات والأسس الناظمة لقيام الجامعة وتطويرها.
وقد تضمن القرار رقم \2\ الصادر عن مجلس التعليم العالي في الجمهورية العربية السورية بتاريخ 20\10\2008 الموافقة على افتتاح الجامعة بكلياتها الخمس، وبعد ذلك صادق مجلس التعليم العالي على أن يتم اعتماد الجامعة من قبل لجنة الاعتماد المعمول بها.

## كليات الجامعة
- كلية الصيدلة
- كلية الهندسة
- كلية العلوم الإدارية
- كلية علوم سياسية وعلاقات دولية
- كلية اللغات والعلوم الإنسانية

## الميزات الأكاديمية
تتبع الجامعة في التدريس نظام الساعات المعتمدة وتمنح جامعة إبلا درجة الإجازة، وهي معادلة حكماً للدرجات العلمية التي تمنحها الجامعات والمعاهد الحكومية في سورية.

### الإيفاد والبعثات
تقوم الجامعة بتعيين المتفوقين من خريجيها كمعيدين تؤهلهم ليكونوا أعضاء هيئة تدريسية لديها.

### نظام المنح الدراسية
تقدم الجامعة منح مجانية بنسبة 5%من الطلاب المقبولين لديها، توزع عن طريق وزارة التعليم العالي.

### السكن الطلابي
لحظ التخطيط العمراني للجامعة خمس وحدات سكنية، ثلاثة للطلاب واثنتان للطالبات انجز منها واحدة للطالبات تستوعب 160 طالبة، وزودت كل غرفة بما يحتاجه الطالب من تجهيزات، وفي كل وحدة الخدمات المناسبة على مدار 24 ساعة، ففيها قاعات مطالعة وقاعات استقبال للأهل وغرف للغسيل والكي وفي كل جناح غرفة للتلفاز وسيوصل البناء مع الشبكة العامة للجامعة لتوفير الاتصال بالإنترنت من الغرف لكل طالب. كما يوجد في الجامعة بناء إدارة متميز لاستقبال الأساتذة واقامتهم منفردين أو مع زوجاتهم.